# Trofeo Ponente in Rosa
Il Trofeo Ponente in Rosa è una corsa a tappe femminile di ciclismo su strada che si svolge in Liguria, ogni anno all'inizio di marzo. Creato nel 2022, dal 2023 è stato inserito nel Calendario internazionale femminile UCI nella classe 2.2.

## Albo d'oro
Aggiornato al 2024
| Anno | Vincitore        | Secondo          | Terzo           |
| ---- | ---------------- | ---------------- | --------------- |
| 2022 | Nadia Quagliotto | Silvia Zanardi   | Matilde Vitillo |
| 2023 | Jolanda Neff     | Yanina Kuskova   | Sina Frei       |
| 2024 | Kim Cadzow       | Kristen Faulkner | Clara Emond     |